# Padock du Plessis
Padock du Plessis (né le 24 avril 2003 et mort en septembre 2024) est un étalon gris du stud-book Selle français, monté en saut d'obstacles par Timothée Anciaume. Ce fils de Kannan est voué à la reproduction après sa fin de carrière sportive, en 2016. 
Il est connu pour avoir été le dernier étalon national français, propriété des Haras nationaux, à participer à des compétitions.

## Histoire
Il naît le 24 avril 2003 à l'élevage d'André et Annick Chenu, le Haras du Plessis Massey au Mesnil-Mauger, dans le département du Calvados et la région Normandie. Il est sacré champion français des chevaux d'obstacle de 4 ans au terme de la Grande semaine de Fontainebleau. L'année suivante, en 2008, il remporte le championnat du monde des chevaux d'obstacle de 5 ans, à Lanaken en Belgique, monté par Bérenger Oudin. Olivier Guillon le monte durant son année de 7 ans. Padock du Plessis atteint le niveau CSI2* et 3* en 2011, avec Timothée Anciaume. L'année suivante, le couple est sélectionné en Coupe du monde de saut d'obstacles. 
Il est blessé en 2014 durant le CSIO5* de Dublin, reprenant progressivement la compétition l'année suivante. Il participe au CSI de Vilamoura. Le 31 mars 2024, France Étalons annonce la fin de sa carrière sportive. Il est alors le dernier étalon propriété de l'établissement public des Haras nationaux à concourir,.
Sa mort est annoncée le 10 septembre 2024, alors qu'il était à la retraite depuis trois ans à Ferrare, en Italie.

## Description
Padock du Plessis est un étalon de robe grise, inscrit au stud-book du Selle français. Il toise 1,68 m. 

## Palmarès
Il est 41e du classement mondial des chevaux d'obstacle établi par la WBFSH en octobre 2014.
- 2013 : 3e du Grand Prix su CSIO5* de Dublin
- 2014 : 6e du Grand Prix du CSI5* de Chantilly

## Pedigree
Padock du Plessis est un fils de l'étalon KWPN Kannan, avec la jument Ketty du Plessis, par Adelfos.

## Descendance
Padock du Plessis est disponible à la reproduction dans le stud-book du Selle français. Il est généralement stationné au haras de Circée. Pour la saison de monte 2018, il était stationné au haras Numénor dans l'Ain.